# Нази (приток Куваша)
Нази — река в России, протекает по Илишевскому и Дюртюлинскому районам Башкортостана. Длина реки составляет 20 км.
Начинается у деревни Буляк. Течёт в общем северо-восточном направлении через сёла Игметово, Абдуллино, Нижнеманчарово, Каралачук. Устье реки находится в 22 км по левому берегу реки Куваш в селе Назитамак.

## Данные водного реестра
По данным государственного водного реестра России относится к Камскому бассейновому округу, водохозяйственный участок реки — Белая от города Бирск и до устья, речной подбассейн реки — Белая. Речной бассейн реки — Кама.
Код объекта в государственном водном реестре — 10010201612111100025643.